# Bordezac
Bordezac là một xã trong tỉnh Gard thuộc vùng Occitanie, phía nam nước Pháp. Xã Bordezac nằm ở khu vực có độ cao trung bình 480 mét trên mực nước biển.